# Алибей
Алибе́й (укр. Алібе́й) — озеро на юге Белгород-Днестровского района (Одесская область). Площадь водного зеркала — 72 км². Тип общей минерализации — солёное. Происхождение — лиманное. Группа гидрологического режима — бессточное. Глубина озера не превышает 2,5 метра.

## География
Алибей входит в группу озёр Тузловские лиманы. Длина — 12,2 км (по оси 15 км), ширина (2-11 км) — средняя 10,9 км. Глубина средняя — 1,2 м, наибольшая — 2,5 м. Объём — 100 млн. м³.
Озеро образовано на месте прежнего устья реки Хаджидер. Отделено от Чёрного моря песчано-ракушечниковой пересыпью шириной 100–200 м и высотой до 1 м. Озёрная котловина водоёма неправильной удлинённой формы, вытянутая с северо-востока на юго-запад. Берег на севере плавный и образовывает дугу (вдающуюся в сушу), обрывистые с и без пляжей, высотой 9-13 (западный) и 2-6 (восточный) м. Южный берег пологий и повторяет линию перешейка с Черным морем. Озеро имеет два ответвления Хаджидер (отделено дамбой, но сообщается каналом) и Карачаус (частично отделено косой). Западнее примыкает озеро Шаганы, восточнее — озеро Курудиол (залив Бурнаса) и озеро Бурнас. Озёра Шаганы, Алибей, Карачаус и Бурнас сообщаться между собой проливами шириной 2,5–3 км и образовывают систему не отделённых (перешейками и косами) озёр.
В 1840-х годах и до 1856 года из озера, вместе с соседним озером Шаганы, добывалось до 4 млн пудов соли, но по Парижскому мирному договору лучшие из озёр отошли к Румынии, добыча соли прекратилась и не возобновлялась даже после присоединения этой местности к России в 1878 году.
Для озеро характерно частичное пересыхание и засоление, вследствие падения уровня воды. Режим питания определяется инфильтрацией морской воды, атмосферными осадками и испарением. Солёность изменяется по сезонам от 20 до 39 ‰, максимальная – 140 ‰. Дно укрыто тёмно-серыми илами с линзами песков; есть лечебные грязи (толщиной 0,5 м, запасы – около 17 тис. м³), но в связи с загрязнением ныне их не используют.

## Природа
Водятся бычки, атерины, которые являются объектами промысла, а также стеногалинные моллюски, встречается кефаль. Экологическая ситуация удовлетворительная. 
Берега озера являются местами гнездования птиц. Система Сасык — Шаганы — Алибей — Бурнас получила статус международных водно-болотных угодий, как места поселений водоплавающих птиц и занесена в международный список Рамсарской конвенции об охране водно-болотных угодий.